# 薔薇海峡
『薔薇海峡』（ばらかいきょう）は、1978年12月22日 - 1979年6月15日にTBS系列で放送されたテレビドラマである。

## ストーリー
大学医学部の助教授を兼任する大学病院の外科医・川島俊夫は、病に倒れた義父の後を引き継ぐ形で市長選に出馬し当選する。だが、街には組織暴力の悪の手がはびこり始めていた。市民を守るために立ち上がった俊夫には、最愛の妻・川島ゆき子の謎の家出とそれを原因とする俊夫の義娘・川島真弓の不良化という家庭問題が襲ってきた…。

## キャスト
- 川島俊夫：宇津井健
- 川島ゆき子：浜美枝
- 川島真弓：斎藤とも子 *2話まで斎藤友子名義
- 坂口葉子：松原智恵子
- 永井正之：神田正輝
- 上村勇作：村野武範
- 結城孝子：岡まゆみ
- 工藤美穂子：夏純子
- 坂口英吾：志村喬
- 大野助役：神山繁
- 飯倉淳一郎：高橋悦史
- 岩本浩二：植木等
- 黒木：安部徹
- 杉山（警察署長）：平田昭彦
- 鏑木老人：佐々木孝丸
- 大場：岡田英次
- 輪島：村松英子
- 竹内医師：松村達雄
- 竹内の息子：荒谷公之
- 高林祐一郎：佐原健二
- みどり：ひし美ゆり子
- 大山：伊沢一郎
- 皆川：松山照夫
- 原良子
- 永井秀和
- 加藤和夫
- 北村総一郎
- 勝部演之
- 小瀬格
- 森幹太
- 塩見三省
- 水上功治
- 佐久間宏則
- 大宮悌二
- 加地健太郎
- 相原巨典
- 池田鴻
- 有川博
- 入江正徳
- 八名信夫
- 渡部猛
- 勝田久
- 江見俊太郎
- 横森久

## スタッフ
- プロデューサー：春日千春、山本典助
- 脚本：佐々木守、安本莞二、長野洋、今井詔二
- 音楽：馬飼野俊一
- 挿入歌：「夕暮れの前に眠るな」（歌：西島三重子、作詞：門谷憲二／作曲：西島三重子／編曲：徳武弘文）
- 監督：野村孝、瀬川昌治、江崎実生、土井茂
- 製作：大映テレビ株式会社、TBS

## サブタイトル
| 話数 | 放送日         | サブタイトル                     | 脚本     | 監督     |
| ---- | -------------- | -------------------------------- | -------- | -------- |
| 1    | 1978年12月22日 | 愛がそむく朝                     | 佐々木守 | 野村孝   |
| 2    | 12月29日       | 闇に揺れる心                     | 佐々木守 | 瀬川昌治 |
| 3    | 1979年1月5日   | ふりおろされた斧                 | 佐々木守 | 野村孝   |
| 4    | 1月12日        | あばかれる過去                   | 佐々木守 | 江崎実生 |
| 5    | 1月19日        | わが妻は殺人者？                 | 佐々木守 | 瀬川昌治 |
| 6    | 1月26日        | あの人が好き！                   | 佐々木守 | 江崎実生 |
| 7    | 2月2日         | 死を呼ぶ金メダル                 | 安本莞二 | 野村孝   |
| 8    | 2月9日         | 義父と父の闘い ゆれる娘心        | 安本莞二 | 江崎実生 |
| 9    | 2月16日        | 帰れぬ母の決意                   | 長野洋   | 瀬川昌治 |
| 10   | 2月23日        | お父さん、ありがとう！           | 安本莞二 | 野村孝   |
| 11   | 3月2日         | 愛は疑惑をこえて                 | 安本莞二 | 江崎実生 |
| 12   | 3月9日         | 帰れわが娘よ                     | 長野洋   | 瀬川昌治 |
| 13   | 3月16日        | 娘よ！父はゼロから出発する       | 長野洋   | 野村孝   |
| 14   | 3月23日        | 今すぐ結婚して！                 | 安本莞二 | 瀬川昌治 |
| 15   | 3月30日        | 愛ゆえに手を結ぶ女医と義妹       | 長野洋   | 江崎実生 |
| 16   | 4月6日         | 逃亡者 愛は限りなく燃えて        | 今井詔二 | 野村孝   |
| 17   | 4月13日        | 見えぬ眼に父は別れを！           | 安本莞二 | 瀬川昌治 |
| 18   | 4月20日        | 見えぬ目で結ぶ愛の絆             | 安本莞二 | 江崎実生 |
| 19   | 4月27日        | 妻よ、安らかに眠れ！             | 今井詔二 | 野村孝   |
| 20   | 5月4日         | 父と娘は札幌へ                   | 長野洋   | 瀬川昌治 |
| 21   | 5月11日        | 父の愛に目覚める時               | 安本莞二 | 江崎実生 |
| 22   | 5月18日        | お父さん！誰かが私を殺しに来る！ | 今井詔二 | 瀬川昌治 |
| 23   | 5月25日        | 実の父に裏切られた娘は今         | 安本莞二 | 土井茂   |
| 24   | 6月1日         | さまざまな愛が今ほとばしる       | 安本莞二 | 江崎実生 |
| 25   | 6月8日         | 反撃の火は今、海上に燃えて       | 長野洋   | 瀬川昌治 |
| 26   | 6月15日        | 赤いバラのしずくは喜びの涙       | 安本莞二 | 土井茂   |

## TBSチャンネルでの再放送
2010年代前半までは、TBSチャンネルにおいて頻繁に再放送がなされていた。しかし、その後再放送がなくなり、大映ドラマを中心とした、第一話だけを見て放送してほしい番組をリクエストする企画や、第一話と最終話を見て放送をリクエストする企画（いずれもTBSチャンネル)において第一話と最終話、もしくは第一話のみの放送しかなかった。2024年1月に10年以上ぶりで、集中再放送の形で全話の再放送がなされた。2025年2月21日より、午前4時台・5時台に、月曜日～日曜日まですべての曜日において毎日2話ずつの再放送がなされている。
| TBS系 金曜21時台 | TBS系 金曜21時台 | TBS系 金曜21時台 |
| 前番組           | 番組名           | 次番組           |
| ---------------- | ---------------- | ---------------- |
| 赤い激突         | 薔薇海峡         | 弁護士かあさん   |